# Johann von der Wisch
Johann von der Wisch (* um 1455; † um 1527 in Uetersen) war Erbgeselle von Olpenitz, Domherr zu Schleswig und Klosterpropst zu Uetersen.

## Leben
Johann von der Wisch stammte aus der adligen Familie von der Wisch, die im 15. Jahrhundert reich begütert war. Sein Vater war der Ritter Henneke von der Wisch († 1500 in der Schlacht bei Hemmingstedt), Herr auf Röst. Johann von der Wisch war ein holsteinischer Edelmann, Erbgeseten / Erbherr von Olpenitz und um 1521 Domherr zu Schleswig und später Klosterpropst in Uetersen. Dieses Amt führte er bis zu seinem Tode aus, er verstarb um 1527 in Uetersen. Sein Nachfolger wurde Henning Rantzau.